# Fréhel (chanteuse)
Pour les articles homonymes, voir Fréhel et Boulc'h.
Fréhel, née Marguerite Boulc'h dans le 17e arrondissement de Paris le 13 juillet 1891 et morte le 3 février 1951 dans le 9e arrondissement de Paris, est une chanteuse française qui a marqué la période de l'entre-deux-guerres.
Surnommée « la môme Pervenche » à ses débuts, elle devient Fréhel en hommage au cap Fréhel de ses racines bretonnes, avant de conquérir le Paris de la Belle Époque. 
Après la Grande Guerre, et une longue absence, Paul Franck la relance à l'Olympia fin 1923. « L'inoubliable inoubliée » regagne le cœur du public et impose de nouveau son répertoire réaliste dès 1925. À la fin des années 1920 et durant les années 1930, elle enregistre l'essentiel de sa discographie (La Java Bleue, etc) ; elle apparait au générique de nombreux films, dont le célèbre Pépé le Moko qui lui offre une scène d'anthologie avec Jean Gabin. La Seconde Guerre mondiale et une santé chancelante à force d'excès l'éloignent progressivement du music-hall. Elle meurt seule dans un hôtel de Pigalle en 1951.

## Biographie
Son acte de naissance indique que Marguerite Boulc'h  est née le 13 juillet 1891 à Paris, au numéro 109 du boulevard Bessières. Elle est la fille d'un couple de Bretons originaire de Primel-Trégastel, hameau de la commune de Plougasnou (Finistère); son père Yves Marie Boulc'h est cheminot, sa mère Marie-Jeanne, née Daniel, est cuisinière. La petite Marguerite passe les premières années de sa vie auprès de sa grand-mère, à Primel-Trégastel, et grandit à la ferme jusqu'à ses quatre ans.
À neuf ans, elle chante déjà  dans les rues populaires de Paris, ou dans des estaminets de hasard. Quand vient l'heure de gagner son pain, elle vit encore chez ses parents au 14 rue Vallier (actuelle rue Louise-Michel) à Levallois-Perret. Elle trouve une place dans l'entreprise Cérébos pour laquelle elle livre du sel dans les restaurants de la capitale. Marguerite découvre le Paris des nantis, mais, libre et indisciplinée, elle est vite renvoyée. Elle se rapproche alors de l'éditeur de chanson Labbé, rue de l'Échiquier, où elle parfait son chant, sa voix et se construit un petit répertoire. En parallèle, elle devient vendeuse de rénovateurs faciaux dans une pharmacie de la rue d'Aboukir. Elle fait du porte à porte. C'est ainsi qu'elle rencontre la « Belle Otero », une courtisane flamboyante et une artiste adulée. Caroline Otéro admire la voix, l'audace et la liberté de la jeune femme ; elle la protège discrètement pour ses premiers pas dans le monde du music-hall. Une chanson, Mam'zelle Pervenche, créée par Dalbret, lui donne son nom d'artiste. Elle obtient son premier contrat de « diseuse » à l'Univers, un bel établissement, avenue de Wagram, sous le nom de Pervenche; nous sommes en 1905.

Son "contralto rapeux", comme l'appelle Colette dans La vagabonde (Colette s'inspire de Fréhel pour son personnage Jadin), commence à la faire connaître entre 1905 et 1910. En 1908, sous le nom de Pervenche - Fréhel, elle est la première femme en France à graver un disque 78 tours (C'est une gosse / Fanfan d'amour - Odeon).

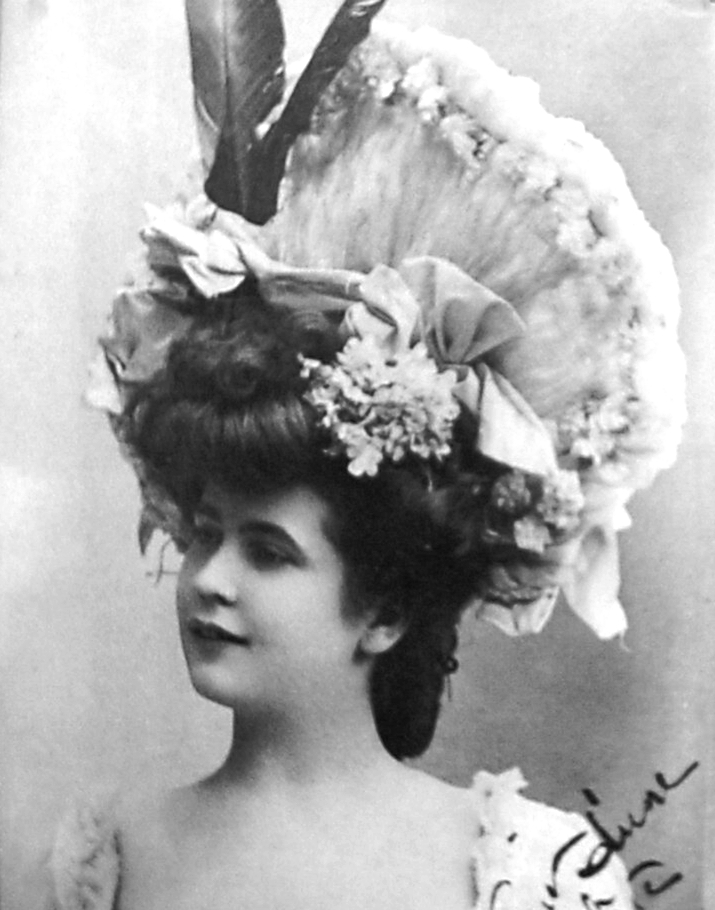
Fréhel en 1908.

Le 28 novembre 1907, elle épouse dans le 2e arrondissement de Paris Robert Hollard (alias Roberty), un jeune comédien amateur de music-hall, un peu impresario, qu'elle a rencontré à la taverne de l'Olympia. C'est lui qui la convainc de changer de nom d'artiste: elle devient Fréhel du nom du cap breton. Le couple donne naissance à un enfant qui meurt en bas âge. Marguerite ne se relèvera jamais complètement de ce drame qu'elle considère comme une injustice. Le couple se délite. C'est alors qu'elle rencontre l'un des grands amours de sa vie : Maurice Chevalier. Ils vivent une relation passionnelle et épisodique de 1909 à 1911. Entre-temps, elle divorce de son mari Roberty le 13 juin 1910, lui-même ayant une relation avec Damia. 
À l'automne 1911, Maurice Chevalier la quitte pour Mistinguett. Bien qu'auréolée de succès, Fréhel fuit une vie sentimentale désastreuse et finit par plonger dans l'alcool et la drogue. 
Fin 1913, elle part pour la Roumanie, chante à Bucarest au théâtre de l'Odéon, avant de rejoindre Petrograd (actuelle Saint-Petersbourg) sur la demande de la duchesse Anastasia de Mecklembourg-Schwerin, cousine du tsar Nicolas II. Elle se produit au théâtre de L'Aquarium devant les grands-ducs. Le premier conflit mondial la cueille donc en Russie en 1914. Sur le chemin du retour en France, elle s'arrête à Bucarest. Là, elle chante, devient célèbre, et finit même protégée par la famille royale. Elle tombe très amoureuse d'un officier roumain qu'elle suit sur le front Est ; elle s'installe à Piatra Neamț, au nord de Bucarest, dans une ferme où elle restera jusqu'à la fin de la guerre malgré la mort de l'officier en 1916. Elle sombre dans la dépression.  
En 1918, la guerre terminée, elle reprend le bateau pour la France. Une escale la mène à Constantinople où elle restera finalement cinq années aux prises avec ses démons. Elle tombe dans la drogue. En 1923, le consulat français à Constantinople la fait rapatrier de force ; elle est dans un état physique désastreux. 
Accueillie à Paris par son ex-mari Robert Hollard et Montéhus qu'elle admirait, l'« inoubliable inoubliée » se requinque doucement. Elle se relance officiellement sur les planches de l'Olympia le 28 décembre 1923. Le public ne se lasse pas de ses couplets réalistes et de cette personnalité hors du commun. De nouveau, elle triomphe au music-hall. En 1932, elle se produit au cabaret Le Bosphore, rue Thérèse.
Les portes du cinéma s'ouvrent également. Elle tourne dans une vingtaine de films, dont Cœur de lilas en 1931, Le Roman d'un tricheur en 1936, La Maison du Maltais en 1938. Elle interprète J'attends quelqu'un, dans Amok en 1934, Où est-il donc ? dans Pépé le Moko en 1936 et La Java bleue dans Une java en 1939.
Le 30 avril 1935, elle épouse à Paris Georges Boettgen. C'est un fiasco. Sa carrière décline peu à peu.
Pendant la Seconde Guerre mondiale, par la force des choses, elle chante moins. Elle effectue cependant trois tournées en Allemagne pour soutenir les prisonniers français, on le lui reprochera mollement à la Libération. Elle avait pourtant enregistré en 1935 Il n’est pas distingué — une chanson écrite par Marc Hély sur une musique de Paul Maye — où elle se moquait nommément d'Hitler.
Après la Libération, elle connaît la misère. On la retrouve concierge d'un immeuble situé à l'angle de la rue Ballu et de la rue Blanche, dans le 9e arrondissement de Paris. Les années d'après-guerre sont très difficiles pour Fréhel qui ne trouve plus beaucoup d'engagements. 
En 1950, Robert Giraud et Pierre Mérindol invitent Fréhel à se produire devant le public parisien dans une ancienne salle de bal, les Escarpes, située près de la place de la Contrescarpe. Ce sont parmi les dernières apparitions publiques de la chanteuse.
Tous ses drames et ses excès auront raison de sa santé. C'est dans une chambre sordide d'un hôtel de passe, au 45 de la rue Pigalle, qu'elle meurt seule le 3 février 1951. Elle est inhumée au cimetière parisien de Pantin (division 23) ; une foule importante assiste à son enterrement. 
Depuis, de nombreux artistes se sont réclamés de son héritage : Charles Trenet, Serge Gainsbourg, Jacques Higelin, Mano Solo, Renaud, Régine, les Garçons Bouchers.
Son activité cinématographique s'étale de 1931 à 1949. 
On l'entend une dernière fois en 1950 sur Radio-Lausanne (un disque Pyral de cette ultime intervention a été conservé).

## Filmographie
- 1930 : Celles qui s'en font, court métrage de Germaine Dulac illustrant deux chansons : Toute seule et A la dérive
- 1932 : Cœur de lilas d'Anatol Litvak+ chanson : la Douleur
- 1934 : La Rue sans nom de Pierre Chenal La Méhoul
- 1934 : Amok de Fédor Ozep : la chanteuse du cabaret
- 1934 : Je n'ai plus rien, court métrage de Germaine Dulac (chanson filmée)
- 1936 : Gigolette d'Yvan Noé : la chanteuse
- 1936 : Le Roman d'un tricheur de Sacha Guitry : Redhead (chanteuse)
- 1936 : Radio, court métrage de Maurice Cloche
- 1937 : L'Innocent de Maurice Cammage
- 1937 : Pépé le Moko de Julien Duvivier : Tania
- 1938 : La Rue sans joie d'André Hugon : Henriette
- 1938 : Le Puritain de Jeff Musso
- 1938 : La Maison du Maltais de Pierre Chenal : Rosina
- 1939 : Une java de Claude Orval : la patronne du bar
- 1939 : Berlingot et compagnie de Fernand Rivers : Bohémia
- 1940 : L'Entraîneuse d'Albert Valentin : la chanteuse
- 1941 : L'Enfer des anges de Christian-Jaque : la femme Sulpice
- 1947 : L'Homme traqué de Robert Bibal : la mère Tout-le-Monde
- 1949 : Un homme marche dans la ville de Marcel Pagliero : la femme de Buck
- 1949 : Maya de Raymond Bernard : Notre Mère

## Discographie
La discographie de Fréhel s'étend de 1908 à 1939. Elle grave son 1er disque chez Odeon en juin 1908 sous le nom de Pervenche-Fréhel. Elle ne retrouve le chemin des studios qu'en 1926, 18 ans après son 1er phonogramme. Elle grave dès lors chez Idéal, Inovat, Ibled, Odeon saphir, Parlophone, puis chez Polydor et Columbia (EMI) dans les années 1930. Son dernier disque est La Java bleue, réédité chez Columbia en 1951, année de sa disparition.

### Chansons
Les dates sont données par recoupage entre plusieurs sources.
1908
- C'est une gosse (Henri Christiné) (Mme Pervenche Fréhel de l'Eldorado. Odeon Brun 60825 Matrice XP 4128. Orch. 1909)
- Fenfant d'amour (Léo Daniderff) (Mme Pervenche Fréhel de l'Eldorado. Odeon Brun 60795 Matrice XP 4130. Orch. 1909)

1926
- Musette (Cojac - Flouron) (Décembre. Valse chantée par Fréhel de l'Empire. Acc. Michel Péguri et son Orch. Parlophone n°22009 Matrice 95028-2 / Reprise Septembre 1928. Fréhel de l'Empire. Idéal Saphir 8581 Matrice JD 1041. Orch. Michel Péguri. 2'38)
- Quand on a trop de cœur (Tremolo - Flouron) (Décembre. Valse chantée par Fréhel de l'Empire. Acc. Michel Péguri et son Orch. Parlophone n°22009 Matrice 95029-2 / Reprise septembre 1928. Fréhel de l'Empire. Idéal Saphir 8582 Matrice JD 1042. Orch. Michel Péguri. 2'22)

1927
- La vraie de vraie  (Emile Doloire - André Decaye) (Fréhel de l'Empire avec Acc. d'Orch. Parlophone n°22250 Matrice 95293-2)
- J'ai l'cafard (Louis Despax - Jean Ėblinger) (Mars. Chanson réaliste. Odeon Saphir SP 1664. Orch. / Mai. Acc. Piano. Pathé X 5320 Matrice N 200806 / Reprise le 18 mars 1928. Idéal Saphir 8072 Matrice ID 569 Orch. Julien Rousseau)
- L'Obsédé (Léo Daniderff - Henri de Fleurigny) (Mars. Odeon Saphir SP 1664. Orch. / Reprise 23 octobre 1930. Columbia DF 278 Matrice L 2517-1. Orch. A. Valsien. 2'29)
- Sous la blafarde (Cyril Berger - Armand Foucher - Léo Daniderff) (Mars. Fréhel de l'Olympia. Idéal Saphir 8071 Matrice ID 571. Orch. Julien Rousseau / Reprise 23 octobre 1930. Columbia DF 278 Matrice L 2518-1. Orch. A. Valsien. 3'19)
- C'est la valse des costauds  (Alcib Mario) (Chansonnette. Fréhel de l'Empire avec Acc. d'Orch. Parlophone n°22250 Matrice 95292-2 / Fréhel de l'Olympia. Idéal Saphir 8055 Matrice ID 553. Accordéoniste Eugène Yoos et banjoiste Gino Bordin)
- Bonsoir amie (Albert Deligny - Gaston Maquis) (Mai. Romance. Acc. Piano. Pathé X 5319 Matrice N 200808)
- La maison de mon cœur est prête (Gaston Dumestre) (Mai. Mélodie. Acc. Piano - Pathé X 5319 Matrice N 200809)
- Accordéon Java "Quand il joue de l'accordéon" (Philippe Febvre - Camille Albert Bijouard - Jean Lenoir ) (Fréhel de l'Empire. Parlophone n°22273 Matrice 95294-1)
- C'est lui, c'est tout (Charlys) (Juillet. Chansonnette. Fréhel de l'Empire. Parlophone n°22273 Matrice 95291-2 / Reprise 1928. Inovat Saphir 1070 Matrice E 138)
- La Valse des coups de pieds au… boum (Des Moulins) (Août. Fréhel de l'Olympia. Idéal Saphir 8083 Matrice ID 582. Orch. Julien Rousseau
- Comme une fleur[15] (Jean Lenoir[16]) (Mme Fréhel de l'Olympia. Idéal Saphir 8084 Matrice ID. Orch. Julien Rousseau / Reprise 3 juin 1931. Columbia DF 589 Matrice WL 3148-1. Acc. Orch. Pierre Chagnon. 3'21)
- Tango fatal (Olivier) (Fréhel de l'Olympia. Idéal Saphir 8085 Matrice ID 578. Orch. Julien Rousseau)
- La vraie valse des guinguettes (Vincent Scotto) (Mme Fréhel de l'Olympia. Idéal Saphir 8093 Matrice ID 594. Orch. Julien Rousseau)
- Toute pâle (Vincent Scotto) - Gaël) - (Mai. Chanson réaliste. Acc. Piano. Pathé X 5320 Matrice N 200807 / Août. Mme Fréhel de l'Olympia. Idéal Saphir 8094 Matrice ID 594. Orch. Julien Rousseau)
- Bonsoir amie (Deligny - Maquis) (Mai. Romance. Acc. Piano. Pathé X 5319 Matrice N 200808)
- Julot y a qu'toi (Alcib Mario) (Juin. Fréhel de l'Olympia. Idéal Saphir 8056 Matrice ID 554. Accordéoniste Eugène Yoos et banjoiste Gino Bordin)

1928
- Peut-être (Eblinger - Despax) (4 Mars. Fréhel de l'Olympia. Idéal Saphir 8483 Matrice JD 938. Orch. Julien Rousseau)
- Toute seule (Seider - Gavel) (Avril. Fréhel de l'Empire avec Acc. d'Orch. Parlophone n°22687 Matrice 106066-2)/Reprise mai 1930. Mme Fréhel de l'Empire de Paris. Orch. Jean Lenoir. Disque Polydor 521683 Matrice 3138 BKP. 2'34
- À Paris dans la nuit (Dans la rue de Lappe) (Gavel - Combe - Seider - Nargand) (Avril. Fréhel de l'Empire avec Acc. d'Orch. Parlophone n°22687 Matrice 106067-2 / Reprise mars 1930. Fréhel de l'Olympia. Idéal Saphir 9236 Matrice JD 1700. Orch. Julien Rousseau)
- La rue de la joie (Lelièvre - Varna Rouvra - Larrieu) (Juin. Fréhel de l'Olympia. Idéal Saphir 8481 Matrice ID 936. Orch. Julien Rousseau)
- Hantise (Vallaire - Larrieu) (Juin. Fréhel de l'Olympia. Idéal Saphir 8482 Matrice ID 937. Orch. Julien Rousseau)
- Berceuse du petit gueux (Pothier - Raiter) (Fréhel de l'Olympia. Inovat Saphir 1069 Matrice E 137)
- Dans une guinguette (Charlys - Kito - Laroche) (Valse muette. Mme Fréhel de l'Olympia. Disque Henry n°H. 862 Matrice 862-A/Reprise Circa décembre 1933. Valse chantée. Acc. Orch. R. Guttinguer. Idéal n°12551 Matrice AN 715. 2'52)
- Il n'est pas du milieu (Charlys) (Chanson réaliste. Mme Fréhel de l'Olympia. Inovat Saphir 1069 Matrice E 139/ Juillet. Fox-trot. Mme Fréhel de l'Olympia. Disque Henry n°H.862 Matrice 862-B)
- Quand il joue de l'accordéon (inconnu) (Inovat Saphir 1069 Matrice E 140)

1929
- Ensemble (Ferausy-Borel-Clerc) (Chanson réaliste. Mme Fréhel de l'Européen. Orch. M. Cravio. Disque Henry n°1524 Matrice 50069)
- La Coco (Dufleuve - Gaston Ouvrard) (Mai. Chanson réaliste. Mme Fréhel de l'Européen. Orch. M. Cravio. Disque Henry n°1524 Matrice 50073/Reprise 3 juin 1931. Columbia DF 590 Matrice WL 3149-1. Acc. Orch. Pierre Chagnon. 3'02)

1930
- La Réserve (1930[17] ?)
- Comme un moineau (Marc Hély - Jean Lenoir) (Mai. Mme Fréhel de l'Empire de Paris. Orch. Jean Lenoir. Polydor n°521684 Matrice 3137 BKP/Reprise 23 octobre 1930. Columbia DF 277 Matrice L 2516-1. Orch. A. Valsien/ Reprise novembre 1933. Chef d'Orchestre Pierre Devred. 3'01)
- Toute la chanson d'amour (Gael-Berniau) (Mai. Mme Fréhel de l'Empire de Paris. Orch. Jean Lenoir. Polydor n°521684 Matrice 3140 BKP)
- Pauvre grand (Combe - Plessis - Pickart) (23 octobre. Columbia DF 277 Matrice L 2519 - 1. 3'05)

1931
- A la dérive (Ronn - Daniderff) (Fréhel de l'Olympia. Idéal Saphir 8484 Matrice JD 939. Orch. Julien Rousseau / 3 juin 1931. Columbia DF 590 Matrice WL 3150-1. Acc. Orch. Pierre Chagnon. 3'09)
- La Chanson du vieux marin (Andrieu - Léo Daniderff) (3 juin. Columbia DF 589 Matrice WL 3147-1. Acc. Orch. Pierre Chagnon. 2'55)

1932
- Dans la rue (Weber - Paul Maye) (Juillet. Slow-fox du film Coeur de lilas. Salabert n°3064 Matrice SS 548-1)
- Il n'est pas distingué (Marc Hély - Yvain) (Novembre. Salabert n°3200 Matrice SS 1104 B/ Reprise mars 1935. Chef d'Orchestre Pierre Devred. Compositeur Paul Maye ? 3'16)
- Sous le pont noir (L. Boyer - R. Moretti) (Novembre. Salabert n°3200 Matrice SS 1105 B. 3'06)

1933
- La chanson d'autrefois (M. Hely - J. Jekeyll) (Juillet. Orch. M. Chobillon. Salabert n°3344 Matrice SS 1593 A. 3'07)
- La zone (Hely - Jekeyll) (Juillet. Orch. M. Chobillon. Salabert n°3344 Matrice SS 1594 A. 3'09)
- J'n'attends plus rien (M.A.Malleville - Lionel Cazaux et Pierre Guillermin) (septembre. 3'29)
- C'est la rue sans nom (M.A.Malleville - Lionel Cazaux et Pierre Guillermin. 3'24) (septembre)
- J'attends quelqu'un (Louis Poterat- Karol Rathaus) (Septembre)
- La légende de Bali (Louis Poterat- Karol Rathaus) (Septembre)
- Si tu n'étais pas là (Pierre Bayle - Gaston Claret) (Novembre. Chef d'Orchestre Pierre Devred. 3'31)
- Les aveugles (Maurice Aubret - Henri Poussigue) (Novembre. Chef d'Orchestre Pierre Devred. 3'12)
- Appel (J.H. Tranchant - Jean Tranchant) (Novembre. Chef d'Orchestre Pierre Devred)
- C'est un mâle (Charlys) (Décembre. Orch. R. Guttinguer. Idéal n°12511 Matrice AN 683. 2'38)
- Le Grand Léon (Charlys - Rick) (Décembre. Valse musette. Orch. R. Guttinguer. Idéal n°12511 Matrice AN 684. 3'06)
- Quand il m'écrit (Charlys) (Circa décembre. Fox-trot chanté. Acc. Orch. R. Guttinguer. Idéal n°12551 Matrice AN 716. 2'59)

1934
- Prends-moi (Rack - Charlys) (Janvier. Valse chantée. Orch. R. Guttinguer. Idéal n°12532 Matrice AN 705. 2'57)
- Tire ton soufflet (Charlys - Chabran) (Janvier. Java chantée. Orch. R. Guttinguer. Idéal n°12532 Matrice AN 706. 2'58)

1935
- La Môme caoutchouc (Serge Veber - Maurice Yvain) (Mars. Chef d'Orchestre Pierre Devred. 2'53)
- Adieu... adieu... (Adieu, mon petit officier) (compositeur : Robert Stolz (compositeur d'opérettes et mélodies viennoises, de musiques de film, chef d'orchestre) ; parolier : Walter Reisch ; traducteur : René Nazelles ; version traduite de : Adieu, mein kleiner Gardeoffizier! ) (Septembre. Chef d'Orchestre Pierre Devred)
- Chanson tendre (Francis Carco - Jacques Larmanjat) (Septembre. Chef d'Orchestre Pierre Devred. 2'31)
- Rien ne vaut l'accordéon (Vander - Charlys - Alexandre) (26 novembre. Valse musette. Fréhel et l'orch. Alexander. Columbia DF 1838 Matrice CL 5504-1. 2'25)
- Il encaisse tout (Vander - Charlys - Alexander) (26 novembre. Valse musette. Fréhel et l'orch. Alexander. Columbia DF 1838 Matrice CL 5505-1. 2'33)
- Sous les ponts (Charmeroy - Viaud - Pesenti) (5 décembre. Columbia DF 1850 Matrice CL 5510-2. Acc. Orch. Pierre Chagnon. 3'21)
- La Peur (Un Chat qui miaule)[18] (Zwingel - Pesenti) (5 décembre. Columbia DF 1869 Matrice CL 5511-2. Acc. Orch. Pierre Chagnon. 3'12)
- Où sont tous mes amants ? (Vander - Charlys) (5 décembre. Valse chantée. Columbia DF 1850 Matrice CL 5512-2. Acc. Orch. Pierre Chagnon. 3'23)
- Il est trop tard (Vander - Charlys - Himmel) (5 décembre. Tango chanté. Columbia DF 1869 Matrice CL 5512-2. Acc. Orch. Pierre Chagnon. 3'20)

1936
- Le Fils de la femme poisson (Charles Trenet en 1935 - A. Siniavine/Charles Trenet) (17 avril. Valse chantée. Columbia DF 1926 Matrice CL 5697-1. Acc. Orch. Pierre Chagnon. 3'12)
- La Valse à tout le monde (Charles Trenet - Jardin) (17 avril. Columbia DF 1926 Matrice CL 5698-1. Acc. Orch. Pierre Chagnon. 2'45)
- Maison louche (Malleron - M. Monnot - A. Rhegent) (17 avril. Valse chantée. Columbia DF 1937 Matrice CL 5699-1. Acc. Orch. Pierre Chagnon. 3'10)
- Pleure (G. Brevard - Zim - G. Dally - G. Brevard) (17 avril. Tango chanté. Columbia DF 1937 Matrice CL 5700-1. Acc. Orch. Pierre Chagnon. 2'54)
- Tel qu'il est (Vandait - Charlys - Alexander) (Juillet. Tango chanté. Mme Fréhel et l'accordéoniste Alexander et son orchestre. Columbia DF 1986 Matrice CL 5833-1). 2'47
- Sous la flotte (Robert Malleron - Marguerite Monnot) (15 septembre. Orchestre musette Pierrot. 2'43)
- C'est un petit bal musette (Gabriello - Alex Stone) (15 septembre. Orchestre musette Pierrot)
- Les filles qui la nuit (Maurice Aubret - Jean Boyer et Léo Lelièvre fils) (11 décembre. Orchestre Pierre Chagnon. 3'09)
- Où est-il donc ? du film Pépé le Moko (Lucien Carol et André Decaye - Vincent Scotto) (11 décembre. Orchestre Pierre Chagnon. 3'13)
- Et v'la pourquoi du film Le Roman d'un tricheur (Sacha Guitry - Adolphe Borchard) (11 décembre. Orchestre Pierre Chagnon. 2'33)
- Tout change dans la vie du film Gigolette (Pierre Maudru - Vincent Scotto) (11 décembre. Orchestre Pierre Chagnon. 2'32)

1938
- Derrière la clique (L. Bargen et Leplay - Henri Poussigue) (13 juin. Orchestre Musette Pierrot. 3'19)
- La Chanson des fortifs (Michel Vaucaire- Georges van Parys) (13 juin. Orchestre Pierre Chagnon. 3'03)
- La Môme Catch-catch (Maurice Vandair - Maurice Alexander) (13 juin. Orchestre Musette Pierrot. 2'58)
- L'Amour des hommes (Les hommes nous aiment du film La rue sans joie) (André Hugon et Géo Koger - Vincent Scotto) (13 juin. Orchestre Pierre Chagnon. 2'57)

1939
- La Der des der (Michel Vaucaire - Georges van Parys et Philippe Parès) (2 janvier. Orchestre Musette Pierrot. 2'49)
- Sans lendemain du film L'Entraîneuse (Michel Vaucaire - Georges van Parys) (2 janvier. Orchestre Pierre Chagnon et Orchestre Musette Pierrot. 3'18)
- Ohé ! les copains ! (Michel Emer) (Orchestre Pierrot. Columbia CL 6904. Format : Shellac, 10", 78 RPM. 2'23
- La Java bleue (Géo Koger et Noël Renard - Vincent Scotto) (2 janvier. Columbia DF 2769 CL 690-3. 2'44)

### Reprises et hommages
- En 1981, Renaud reprend Tel qu'il est, La peur (un chat qui miaule),  La zone et C'est un mâle sur son disque Le P'tit Bal du samedi soir et autres chansons réalistes.
- En 1990, reprise de Où sont-ils donc ? par les Garçons Bouchers dans l'album La saga des Garçons Bouchers.
- En 1992, Emmanuel Hubaut, Eduardo Leal de la Gala et Étienne Daho lui rendent hommage avec  l'album Ma Grand-mère est une rockeuse
- En 1992, reprise de Où sont mes amants par les Garçons Bouchers dans l'album Piaf Fréhel ma grand-mère est une rockeuse.(Island Polygram / Boucherie Prod).
- En 1992, La môme caoutchouc interprétée par Yvette (Dominique Blanc) sur la scène d'un cabaret de Saïgon en Indochine française dans le film Indochine de Régis Wargnier.
- En 1992, le groupe Pigalle, dans l'album Pigallive, enregistre une reprise live de la chanson Pauvre Grand.
- En 1998, le groupe Casse-Pipe, dans son troisième album, La part des anges, publie une chanson intitulée Fréhel évoquant à la fois la chanteuse et le cap d'où elle tire son nom de scène. De façon générale, Fréhel est une des figures de référence du groupe.
- En 1998, le groupe français Les Hurlements d'Léo baptise la première chanson de son premier album (Le café des jours heureux) La Der des Der.
- La bande originale du film Le Poulpe, sorti en 1998, comprend Comme un moineau de Fréhel.
- En 2001, une chanson de Fréhel, Si tu n'étais pas là, est utilisée dans la bande originale du film Le Fabuleux Destin d'Amélie Poulain.
- En 2003, la chanson La Coco est interprétée par la chanteuse Olivia Louvel et Sébastien Libolt à l'accordéon, enregistrée pour l'album Capture par The Digital Intervention paru aux éditions Ici d'ailleurs/ parallel series.
- En 2010, la chanson La Coco est chantée dans le film Gainsbourg, vie héroïque par le jeune Serge Gainsbourg rencontrant Fréhel (interprétée par Yolande Moreau).
- En 2013, Olivia Ruiz et Cali reprennent Tel qu'il est lors de l'émission La fête de la chanson française, sur France 3.
- En 2023, la chanson "où sont mes amants ?" est reprise par le groupe Mass Hysteria avec sa chanson "Le grand réveil (feat. Fréhel)" sur l'album "Tenace"